# Primeln & Elefanten
Primeln & Elefanten ist das vierte Album der deutschen Rockmusikgruppe Keimzeit.
Die 16 Lieder wurden im Oktober und November 1994 aufgenommen, 14 davon im Audioton Studio in Berlin, Windstill und Schone nicht meine Nerven in Lütte. Das Album kam am 18. April 1995 in den Handel.
Den Stil der Gruppe Keimzeit von den späten 1980ern bis zur Mitte der 1990er hat Frontmann Norbert Leisegang nachträglich als „Müsli-Chanson-Rock'n'Roll“ bezeichnet. Das Album Primeln & Elefanten verdeutlicht vielleicht am besten, was er damit gemeint haben könnte: Die Lieder sind eingängig, sehr melodiös und durchweg sympathisch; die Experimente mit südamerikanischer Rhythmik vom Album Bunte Scherben werden fortgeführt (Gott will, Primeln & Elefanten), aber auch der DDR-Bluesrock kommt wieder stärker zur Geltung (Verlorengegangen, Tochter B.). Sogar Walzer- und Klezmerklänge finden sich auf dem Album (Schone nicht meine Nerven, Die Achse). Die Texte drehen sich fast immer um Liebe und/oder Partnerschaft. Darüberhinausgehende Befindlichkeiten werden in metaphorische Rätsel verpackt, in denen der „gelernte DDR-Bürger“ wie gewohnt zwischen den Zeilen lesen kann. Vielen Fans gilt dieses Album deshalb bis heute als Meisterwerk der Band.
Die Musiker wagten auf dem Nachfolge(studio)album Im elektromagnetischen Feld jedoch den radikalen Bruch mit den bisherigen Stilmitteln; auch, um das Image der „identitätsstiftenden Ostband“ loszuwerden.
Mit dem Instrumentalstück Lisa steuerte zum zweiten Mal ein anderer als Texter/Komponist/Frontmann Norbert Leisegang einen Titel zu einem Keimzeit-Album bei – Ralf Benschu.

## Titelliste
Alle Lieder (Text und Komposition) von Norbert Leisegang – außer Titel #9
1. Mit dem Regen
2. Gott will
3. Die Achse
4. 3/4 Mond
5. Windstill
6. Näher mein Herz
7. Primeln und Elefanten
8. Verlorengegangen
9. Lisa (instrumental) (Komposition: Ralf Benschu)
10. Urwaldnashorn
11. Tochter B.
12. Bergholz-Bergholz
13. Donau-Angler
14. 83
15. Comedy
16. Schone nicht meine Nerven